# Eugène Daumas
Pour les articles homonymes, voir Daumas.
Eugène Daumas, né le 4 septembre 1803 à Delémont (Suisse) et mort à Camblanes (Gironde) le 29 avril 1871, est un général de division,  écrivain et homme politique français,  grand-croix de la Légion d'honneur.
Il effectue une grande partie de sa carrière en Algérie (période coloniale) et joue un rôle important dans l'organisation des bureaux arabes. Il est nommé sénateur du Second Empire en 1857. Il est l'auteur de nombreux ouvrages relatifs à l'Algérie. 

## Biographie

### Famille

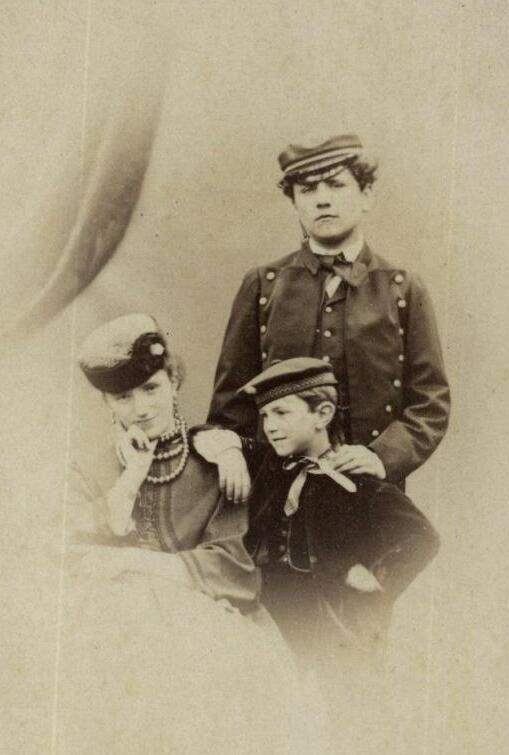
Paul, Marie, François Daumas, les enfants d'Eugène Daumas, 1865.

Fils de Marie Guillaume Daumas (1763-1838), vétéran de la campagne d'Amérique (1780-1783), général de brigade (1800), commandeur de la Légion d'Honneur (1804), et de Thérèse Babé (fille d'un conseiller du prince évêque de Bâle), il épouse en 1847 Catherine-Caroline MacCarthy.

### Formation
Eugène Daumas s'engage dans l'armée en 1822. Nommé sous-lieutenant en 1827, il est envoyé à l'École de cavalerie de Saumur. 

### Carrière en Algérie
En 1835, il part en Algérie, sous les ordres du maréchal Clauzel, et participe aux campagnes de Mascara et de Tlemcen tout en apprenant l'arabe.
De 1837 à 1839, il réside en qualité de consul à Mascara, auprès de l’émir Abd El-Kader. Le général de La Moricière lui confie ensuite la direction des affaires arabes dans la province d'Oran qu’il commandait. Peu après, le maréchal Bugeaud le charge des affaires indigènes de toute l'Algérie afin de réorganiser l'administration des bureaux arabes. Après la prise d’Abd El-Kader (22 décembre 1847), il est envoyé au fort Lamalgue où est retenu l’Émir. En 1849, parce que les Beni-Sélem, fraction des Beni-Soliman de la province d'Alger, avaient refusé de payer leurs contributions et de chasser leur caïd, le colonel Daumas dirige contre eux une expédition.
Il est nommé en avril 1850 directeur des affaires de l’Algérie au ministère de la Guerre, puis général de division le 14 janvier 1853.

### Sénateur du Second Empire
Nommé sénateur du Second Empire le 12 août 1857, il est élevé à la dignité de Grand-croix de la Légion d'honneur le 28 décembre suivant.

## Décorations

### Françaises
- Grand-croix de la Légion d'honneur (28 décembre 1857)
  - Grand Officier (11 août 1855), étant général de division
  - Commandeur (22 avril 1847), étant colonel du 1er régiment de Spahis
  - Officier (3 janvier 1842), étant chef d'escadrons au même régiment
  - Chevalier (15 janvier 1836), étant capitaine au 2e régiment de Chasseurs d'Afrique

### Étrangères
- Chevalier de l'Ordre de Saint-Joseph de Toscane (13 novembre 1847), et
- Commandeur de l'Ordre de Charles III d'Espagne (6 décembre 1853)[3].

## Principaux ouvrages
- Le Sahara algérien études géographiques et historiques sur la région au sud des établissements français en Algérie, Paris, Langlois et Leclercq, 1845
- La Grande Kabylie, Paris, Hachette, 1847
- Le Grand désert ou itinéraire d'une caravane du Sahara au pays des nègres, Paris, Chaix et Cie, 1848
- Mœurs et coutumes de l'Algérie, Paris, Hachette, 1853
- Les Chevaux du Sahara et les mœurs du désert, Paris, Lévy, 1858
- La Vie arabe et la société musulmane, Paris, Lévy, 1869
- Correspondance du capitaine Daumas, consul à Mascara (1837-1839) / par Georges Yver... ; Gouvernement général de l'Algérie ;Impr. de A. Jourdan (Alger)-1912
- La femme arabe
- La noblesse au désert, extrait de la Revue des deux Mondes

## Sources
- « Eugène Daumas », dans Adolphe Robert et Gaston Cougny, Dictionnaire des parlementaires français, Edgar Bourloton, 1889-1891 [détail de l’édition]
- (fr) Narcisse Faucon, Le Livre d'or de l'Algérie, Challamel et Cie Éditeurs, Librairie algérienne et coloniale, 1889.